# Unión Deportiva Almansa
La Unión Deportiva Almansa es un equipo de fútbol español del municipio de Almansa (Albacete). Se fundó en 1996 y actualmente juega en el Grupo I de la Primera Autonómica Preferente de Castilla-La Mancha.

## Historia

### Orígenes (1922-1940)
En 1922 se fraguó la primera iniciativa convenientemente legalizada como el Almansa Foot-ball Club (Almansa F.C.), vistiendo camiseta azulgrana con pantalón azul fue haciéndose hueco entre la sociedad local.
En 1924 el Almansa F.C. ingresó en la Federación Murciana coincidiendo con un periodo de vacas flacas donde, el que fuera primer club almanseño, atravesaba su peor momento terminando por desaparecer antes de finalizar el año, sin ni siquiera competir en el Campeonato Regional de Murcia.
En 1925 fue constituido el Racing Club de Almansa con parte de los jugadores del club primigenio vistiendo igualmente camiseta azulgrana con pantalón azul, naciendo meses después el Sporting Club de Almansa vistiendo camiseta blanquiazul con pantalón negro, forjándose una rivalidad entre ambos.
En 1928, se organizó un Campeonato Local en el que participaron Sporting Club de Almansa, Racing Club de Almansa y los nuevos C.D. Almansa y Villa F.C. proclamándose campeones los racinguistas. Los duelos entre estos arrastraban a numerosos aficionados, pero fueron pasando los años sin que ninguno diera el paso de federarse ante el temor de sufrir graves consecuencias económicas, algo que finalmente sucedió, pero por dejar de ser atractivos los rivales que se traían a Almansa.
En 1935, se disputó un nuevo Campeonato Local en el que participaron nuevas sociedades como el Meca F.C. vistiendo camiseta roja con pantalón azul, el Águilas F.C. que vestía camiseta albinegra con pantalón negro, el Olimpia F.C. que vestía camiseta azul con pantalón blanco, el Imperial F.C. con camiseta verdiblanca con pantalón blanco y el Diablos Rojos F.C. que uniformaba camiseta azulgrana con pantalón azul.
Tras el estallido de la Guerra Civil en julio de 1936 todavía se jugaron algunos encuentros entre diversos clubs locales hasta que en 1937, con todo muy radicalizado, las autoridades desestimaron concentraciones de masas desapareciendo el fútbol.

### Club Deportivo Almansa (1940-1947)
Finalizado el conflicto, Almansa pronto recuperó a varios de los clubs nacidos unos años antes como el Meca F.C. y el Águila F.C. gestándose encuentros amistosos frente a representantes de otros municipios. Recién comenzado 1940 directivos de ambos clubs entendieron que en la unión estaba la fuerza y, aportando cada uno a sus mejores jugadores con otros que se ficharon de fuera, antes de mayo quedó constituido el Almansa Foot-ball Club dándose de alta en la Federación Murciana. Protagonista en su grupo de Segunda Regional de la temporada 40/41 del que fue campeón, a continuación, fue eliminado por el C.D. Cieza perdiendo la oportunidad de ascender a Primera Regional. 
Nada más empezar la campaña 41/42 adoptó el nombre de Club Deportivo Almansa para cumplir con la Ley que prohibía el uso de extranjerismos y, de paso, ampliar la practica deportiva otras disciplinas. Vistiendo camiseta azul con pantalón blanco, el C.D. Almansa se proclamó campeón de Segunda Regional en la campaña 42/43 ascendiendo a Primera Regional, categoría en la que no llegó a debutar debido a la implementación por parte de la Federación Española de la nueva Tercera División que, en un ciclo que acababa de empezar con grupos distribuidos en toda la geografía por proximidad geográfica, el club fue invitado para cubrir una vacante existente en el grupo de la Federación Murciana.
De la noche a la mañana el C.D. Almansa debió competir frente a clubs de gran tradición llegando hasta el municipio jugadores profesionales que cambiaron por completo la fisonomía de la plantilla. Octavo de diez participantes en la temporada 43/44, en la campaña 44/45 tuvo un curso espectacular finalizando segundo y empatado a puntos con el Elche C.F. por lo que accedió a la Fase Intermedia para tratar de ascender a Segunda División, ronda con formato de Liga en la que junto a otros cinco clubs luchó por el cambio de categoría, aunque el traje le vino grande siendo sexto y colista.
En la temporada 45/46 se terminó en tercer puesto tras Albacete Balompié y Elche C.F. accediendo nuevamente a la Fase Intermedia, resultando también colista y viajando incluso a las Islas Baleares. Tanto gasto en viaje, dietas, jugadores profesionales y entrega por parte de los directivos acabó pasando factura en la edición 46/47 al no haber apenas dinero, debiendo de prescindir de importantes jugadores que fueron reemplazados por locales relajándose el nivel y traduciéndose en un noveno y penúltimo puesto en Liga. Tal fue la penuria que no pudo presentarse en al Fase de Permanencia, pasando un angustioso verano que no le permitió inscribirse para el siguiente campeonato.
La carrera deportiva del C.D. Almansa fue breve e intensa, disputando cuatro temporadas en Tercera División, por entonces la 3.ª categoría del fútbol español, y dos fases intermedias para el ascenso a Segunda División en las temporadas 1944-45 y 1945-46;  incluso también jugó la Copa del Generalísimo en 1944 siendo eliminado por el CD Eldense en la segunda ronda.
Almansa quedó huérfana de fútbol federado durante la temporada 47/48 aunque no sin práctica pues, clubes modestos de ámbito local como el C.D. Cervantes  que vestía de azulgrana con pantalón azul, el Imperial F.C. que uniformaba camiseta blanquiverde con pantalón blanco o el Gimnástico Almanseño, adquirieron un importante papel que sería clave para la constitución de una nueva sociedad.

### Sociedad Deportiva Almansa (1948-1966)
En 1948 nació la Sociedad Deportiva Almansa nutriéndose de jóvenes jugadores procedentes básicamente de C.D. Cervantes y Gimnástico Almanseño. Vistiendo camiseta azul con pantalón blanco, el club quedó inscrito en la Federación Murciana partiendo desde Primera Regional ocupando una discreta novena posición en la temporada 48/49 surgiendo de inmediato los problemas económicos, interesándose por el proyecto la cooperativa fabricante de calzado Girón que se hizo cargo del club, pero aportando su propio nombre adoptando el de Grupo de Empresa Girón concluyendo la campaña 49/50 en sexto puesto.
Finalizado el torneo las aguas volvieron a su cauce y se recuperó el título S.D. Almansa inaugurando los años cincuenta con un tercer puesto en la temporada 50/51 prometedor que se quedó en nada al ser decimosegundo en la campaña 51/52, octavo en la sesión 52/53 y decimotercero en la edición 53/54, siendo imprevisible el desarrollo del curso 54/55 en el que obtuvo el primer puesto y ascenso a Tercera División.
Competir en este nivel era palabras mayores y la directiva almanseña hizo todo lo posible para tener continuidad llegando jugadores profesionales que, en el Grupo X, fueron décimos en la temporada 55/56, octavos en la campaña 56/57 y decimoséptimos en la sesión 57/58 descendiendo a Primera Regional, mostrándose incapaces en los años siguientes de retornar a la categoría de bronce cosechando consecutivamente un sexto puesto en las ediciones 58/59 y 59/60.
Empeñado como estaba en jugar lo antes posible en Tercera División, en la temporada 60/61 se hizo una plantilla para tal objetivo obteniendo el subcampeonato tras el Monóvar C.D. y ascendiendo posteriormente, participando nuevamente en el Grupo X junto a clubs murcianos, albaceteños y alicantinos terminando en octavo puesto en la campaña 61/62. Quinto en la sesión 62/63 y décimo en la edición 63/64, en la temporada 64/65 las arcas amanecieron vacías y la plantilla se resintió mucho partiendo jugadores clave e incorporándose a otros a los que les faltó nivel. El resultado directo fue el descenso a Primera Regional al concluir decimocuarto. En la campaña 65/66 el club dio sus últimas bocanadas de aire en un esperpéntico torneo con apenas tres victorias y tres empates, fortísimas goleadas, sin aficionados en el campo y sin que nadie quisiera hacerse cargo de la deuda de la sociedad, mimbres que propiciaron su ineludible desaparición.

### Asociación Polideportiva Almansa (1967-1990)
Liquidada la S.D. Almansa tras un nuevo fracaso económico, un grupo de antiguos futbolistas se propuso constituir una nueva sociedad que, además de fútbol, practicase otras disciplinas como atletismo, baloncesto, balonmano, incluso ciclismo, dándole el título de Asociación Polideportiva Almansa, consensuándose vestir camiseta azul con pantalón blanco, como sus antecesores y contando con la colaboración del ayuntamiento.
Dado que la S.D. Almansa había descendido a Primera Regional y no fue inscrita para competir en la temporada 66/67, los gestores de la A.P. Almansa plantearon a la Federación Murciana ocupar dicha plaza, petición que fue aceptada y les dejaba a un paso de Tercera División, pero con la ventaja de partir de cero y no debiendo dinero a nadie. Con una plantilla repleta de jugadores locales, la mayoría procedentes de los distintos clubs locales que disputaban el Campeonato Municipal, el resultado del torneo fue óptimo ocupando el segundo puesto tras el C.D. La Unión y con ello el ascenso a Tercera División, reencontrándose un nuevo club almanseño con esta categoría y en tan corto espacio de tiempo.
Sin embargo, los azules tuvieron la desdicha de volver en un momento de profundos cambios estructurales en las Categorías Nacionales a causa del empeño de la Federación Española en modernizar su entramado jerárquico, anunciándose para la campaña 67/68 un amplio corte en la categoría que, en breve, pasaría de dieciséis grupos a tan solo cuatro. Decimocuarto clasificado, la A.P. Almansa no lo superó y descendió a Primera Regional, obteniendo un discreto décimo puesto en la sesión 68/69 mientras en la edición 69/70 fue sexto.
La década de los años setenta estuvo dividida en dos partes, una primera con el club en Regional Preferente lejos de los puestos de cabeza al ser decimosegundo en la temporada 70/71, decimocuarto en la campaña 71/72 y decimoquinto en la sesión 72/73 siendo décimo en la edición 73/74, noveno en la temporada 74/75 y decimosegundo en la campaña 75/76.
La segunda parte de la década fue iniciada con el ascenso a Tercera División tras ser segundo en la sesión 76/77 que le permitió enfrentarse a clubs valencianos y baleares en el Grupo V resultando tercero la edición 77/78, noveno en el curso 78/79 y decimosegundo en el campeonato 79/80, ya sin participantes baleares.
Los años ochenta fueron agridulces para un A.P. Almansa convertido en conjunto ascensor que perdió su plaza en Tercera División al ser vigésimo y colista en la temporada 80/81, subcampeón en la campaña 81/82 tras el Mazarrón C.F. regresando al Grupo XIII murciano donde fue sexto la sesión 82/83 y séptimo en la edición 83/84 terminando decimoctavo en la temporada 84/85 por lo que descendió nuevamente a Regional Preferente, categoría de efímero paso al ser campeón en la campaña 85/86 volviendo a Tercera División.
Noveno en la sesión 86/87, en 1987 empezó el fin del club al integrarse en la Federación de Fútbol de Castilla-La Mancha y pasar a competir en el Grupo XVII frente a rivales desconocidos y larguísimos desplazamientos que castigaron duramente su economía, además de ser las recaudaciones exiguas. Aunque cuarto en la edición 87/88, a mitad de campeonato el entrenador y bastantes jugadores abandonaron la sociedad terminando con juveniles, siendo la gota que colmó el vaso un encuentro amistoso en casa ante el Real Madrid C.F. con el fin de hacer caja que salió rematadamente mal al caer un fuerte aguacero y solo llenarse la mitad del aforo. Pagado lo no recaudado del bolsillo de los directivos al exigir los merengues el total de lo contratado, la A.P. Almansa se encontró con un agujero de dieciséis millones de pesetas presagiándose una complicada temporada 88/89, como así fue, concluyendo decimonoveno y descendiendo a Regional Preferente.
Antes de empezar la campaña 89/90, la deuda provocó la retirada del equipo juvenil pasando en bloque muchos jugadores a la Peña Madridista de Almansa que decidió participar a nivel federado, tratando los azules ascender, pero sin éxito al ser terceros, categoría inviable para enmendar los números rojos que causó la no inscripción para el siguiente campeonato y la extinción de tan histórico club.

### Almansa Atlético (1990-92)
La desaparición de la A.P. Almansa dejó un hondo pesar entre toda la afición local al perder el que había sido máximo representante durante varias décadas, no desapareciendo afortunadamente el fútbol federado pues, desde 1989 existía el Almansa Atlético. Vistiendo camiseta azul con pantalón blanco, este club había iniciado su carrera en la temporada 89/90 partiendo desde Segunda Regional con un tercer puesto que le permitió ascender a Primera Regional donde debutó en la campaña 90/91 de forma brillante logrando de nuevo la primera plaza y encadenando un segundo ascenso consecutivo, en esta ocasión a Regional Preferente, categoría donde sólo pudo competir la sesión 91/92 concluida con una séptima posición al no poder hacer frente su patrocinador a los gastos y no hallarse un relevo económico de garantías.

### Escuelas Deportivas de Fútbol Castillo de Almansa (1993-96)
Frustrados todos los intentos por mantener activo este modesto club integrado en su mayoría por jóvenes jugadores almanseños, la edición 92/93 pasó por la ciudad en blanco no habiendo fútbol hasta que, en 1993 nació el Escuelas Deportivas de Fútbol Castillo de Almansa . Iniciándose en Segunda Regional la temporada 93/94 con un primer puesto sin ninguna derrota que le permitió ascender a Primera Regional, vistiendo enteramente de azul su debut de la campaña 94/95 fue igualmente brillante arrasando en su grupo, proclamándose campeón y enlazando con Regional Preferente en una trayectoria idéntica a la realizada por el Almansa Atlético apenas unos años antes, estrenándose en la sesión 95/96 con un notable sexto puesto.

### Unión Deportiva Almansa (1996-Actualidad)
Temiéndose que con el E.D.F. Castillo de Almansa sucediese lo mismo que ya ocurriera tiempo antes con el Almansa Atlético, avanzado el año 1996 se iniciaron conversaciones entre líderes de distintos clubs locales como el C.D. Almantour, dedicado a las categorías inferiores, el C.S. San Juan, la Peña Madridista de Almansa y el propio E.F. Castillo de Almansa para, aprovechando la plaza que se tenía en Regional Preferente, constituir una nueva sociedad que, contando con una aportación de cada uno de ellos, se convirtiera en el máximo representante de todos y la fortaleza económica necesaria para emprender el ansiado ascenso a Tercera División.
Tras varias reuniones, el inicial proyecto se convirtió en realidad el 8 de junio bajo la significativa denominación Unión Deportiva Almansa determinándose vestir camiseta azul con pantalón blanco para, a continuación, advertir a la Federación de Fútbol de Castilla-La Mancha de la solución adoptada. Aprobado todo el movimiento por el ente federativo, la U.D. Almansa salió a competir la temporada 96/97 con mucha ilusión finalizando tercera tras Albacete Balompié «B» y C.D. Cuenca . Clasificado para disputar la Promoción de Ascenso, su rival fue el Toledo Imperial C.F. al que derrotó 4-1 en casa y 0-2 a domicilio consiguiendo la meta deseada.
Competir en Tercera División fue como hacerlo en casa, pues esta era la categoría en la que la afición consideraba debía estar, estrenándose en la campaña 97/98 con un noveno puesto que aportó tranquilidad. En la sesión 98/99, con un desarrollo muy similar a la anterior, se concluyó en decimocuarta plaza, aunque sin problemas para mantenerse habida la distancia con los rivales del fondo de la tabla clasificatoria, mejorando notablemente su rendimiento en la edición 99/00 cerrada con un séptimo puesto.

#### 2000 - 2010
Al iniciarse el nuevo siglo sobre la órbita de la U.D. Almansa empezó a generarse entre los aficionados la idea de que, a poco que lo intentaran, la posibilidad de promocionar para intentar ascender de categoría era factible. La temporada 00/01 fue muestra de ello, aunque finalmente no se consiguió nada, pero el séptimo puesto y los cinco puntos de margen con la zona alta originaron una ilusión que, sin embargo, no tuvo continuidad en la campaña 01/02 al ser octavo, mismo resultado que se obtuvo en la sesión 02/03.
En la edición 03/04 se reunió una plantilla que mejoró el rendimiento de los años anteriores, pero fue incapaz de quedar entre los cuatro primeros que acudían a la Promoción finalizando en sexta posición a cuatro puntos del objetivo. La U.D. Almansa tocaba con la yema de los dedos el éxito. Convenientemente reforzado, el equipo pronto se situó entre los primeros conservando su privilegio durante muchas jornadas llegando a atravesar un bache que le apartó de la meta, recuperándose en el tramo final hasta proclamarse campeón por primera vez en su corta historia. Clasificado para la Promoción, en esta fase eliminó no sin dificultades al C.D. Alhaurino en Semifinales al empatar 1-1 en Alhaurín de la Torre y vencer 3-1 en casa, presentándose en la Final ante el Cerro de Reyes Badajoz Atlético al que se impuso por 0-3 en la capital pacense quedando despejado el camino para el encuentro en casa, solventado con la misma facilidad al ganar 3-1. Ante la alegría de sus seguidores, la U.D. Almansa era un club de Segunda División B.
Para el estreno en la categoría de bronce de la campaña 05/06 el presupuesto se aumentó, tocándole participar en el Grupo IV formado por clubs andaluces, murcianos, extremeños, norteafricanos y castellano-manchegos. A pesar de que hubo oportunidades de sobra para salvarse, lo cierto es que no se pudo tan siquiera ocupar puesto para disputar la Promoción de Permanencia, concluyendo decimoséptimo y descendiendo a Tercera División.
Perder la categoría era algo previsible y en la 06/07, con algo de apuros, se terminó cuarto clasificándose para la Promoción, fase donde un complicado C.D. Mirandés apeó a los azulones en Semifinales al imponerse 0-1 en el Polideportivo y empatar 0-0 en la ciudad burgalesa. En la edición 07/08 se ocupó el tercer puesto, aunque sin opciones de estar más arriba, acudiendo nuevamente a la Promoción donde el rival en Semifinales fue el R.C.D. Mallorca «B» a quien se derrotó en casa por 2-0 venciendo una semana más tarde 1-2 en tierras baleares. Clasificado para la Final, el destino le cruzó con la S.D. Ciudad de Santiago venciendo en casa por 2-1, resultando decepcionante la derrota por 4-2 en la capital gallega que significó su adiós. El curso 08/09 fue el último en el que se dispuso de una prometedora y competitiva plantilla ocupando el segundo puesto en Liga a nueve puntos del C.D. Toledo. La Promoción fue otra cosa pues, en Semifinales, se perdió ante el Málaga C.F. «B» en la ida por 1-0 siendo insuficiente el empate 1-1 en casa cerrando tan estupenda década en el campeonato 09/10 con un discreto decimoprimero puesto.

#### 2010 – 2020
Iniciados los años diez la U.D. Almansa continuó siendo un club firme aspirante al ascenso dentro de un Grupo XVIII castellano-manchego de Tercera División donde los rivales nunca se lo pusieron fácil y hubo de entregarse para conseguir los objetivos. La temporada 10/11 no fue sencilla finalizando cuarto en Liga, finalmente pudo clasificarse para la Promoción superando en Cuartos al Real Murcia «B» después de empatar 1-1 en casa y vencer 0-1 en la vuelta, eliminando en Semifinales a la U.D. Lanzarote al vencer 2-0 en casa y perder 2-1 en el municipio canario de Arrecife. Clasificado para la gran Final, pese a vencer 2-1 en casa al C.D. Manacor, en el encuentro de vuelta de perdió 1-0 haciéndose valer el valor doble de los goles a domicilio quedando todo el esfuerzo en nada.
Segundo en la campaña 11/12 a diecinueve puntos de un inalcanzable C.P. Villarrobledo, la Promoción le fue esquiva desde el primer momento en Cuartos al perder 2-0 ante el C.D. Vera en Puerto de la Cruz y empatar 1-1 en casa, protagonizando una discreta participación en la sesión 12/13 al finalizar decimosegundo y recuperándose en la edición 13/14 al ser cuarto. Con la Promoción bajo el brazo, los Cuartos se le resistieron al empatar 0-0 ante el C.D. San Roque de Lepe y perder en el municipio onubense por 2-0, siendo muy atractiva para el aficionado la temporada 14/15 en la que se aspiró al título yendo éste a parar a manos del C.F. Talavera de la Reina quien le aventajó en cinco puntos. La Promoción fue dolorosa cayendo en Cuartos de forma implacable ante el Martos C.D. con derrota por 3-0 en el municipio jiennense y 1-2 en casa.
Cuarto en el campeonato 15/16, en Cuartos le tocó como adversario el Andorra C.F. con quien empató 0-0 en casa y 0-0 en el municipio turolense, llegándose al punto de penalti con fortuna para los azulones quienes pasaron de ronda tocándole en Semifinales el C.D. Laredo, rival con el que se cedió en casa 0-1 y empató 1-1 en el municipio cántabro quedando apeado. Sexto en la campaña 16/17 sin opciones de promocionar, la 17/18 fue un auténtico fracaso deportivo al concluir decimonoveno con apenas seis victorias y dieciséis empates. Descenso a Primera Autonómica, afortunadamente para sus intereses fue segundo en la 18/19 tras el C.D. Pedroñeras enfrentándose en la Promoción de Ascenso al C.D. Torrijos cometiendo infracción en la alineación por lo que, pese a perder 1-0, fue castigado con un 3-0 y la eliminación no disputándose el encuentro de vuelta.
Finalizada la temporada fue repescado para competir en Tercera División, campeonato extraño en el que no estuvo a la altura yendo colista durante todo el torneo hasta que, restando diez jornadas para la conclusión del curso 19/20, a causa de la crisis sanitaria la Federación Española suspendió la competición no siendo reanudada en los meses posteriores y aprobándose la conservación de la plaza para todos los afectados.

#### 2020 – 2030
La recién inaugurada década empieza con la voluntad por parte de la Federación Española de reestructurar las categorías nacionales que de ella dependen suprimiendo las tradicionales Segunda División B y Tercera División que, para la temporada 21/22, serán sustituidas por dos nuevas tituladas Primera RFEF y Segunda RFEF respectivamente a las que se añade una tercera denominada Tercera RFEF que se convierte en el quinto nivel. Para acomodar a los clubs en la nueva estructura y realizar la correspondiente criba, durante la temporada 20/21 se establece un complicado sistema competitivo en el cual el Grupo XVIII castellano-manchego queda fraccionado en dos mitades participando la U.D. Almansa en el Subgrupo A del que resulta octavo debiendo jugar a continuación la permanencia en la categoría, fase en la que es tercero, decimoquinto en la general, pasando a Tercera RFEF.
Debutante en esta categoría y con un nivel menos, la campaña 21/22 se hace eterna debido a los malos resultados y a ocupar la decimotercera posición yendo a para a Primera Autonómica, sexto nivel nacional que no es bienvenido por una afición acostumbrada a luchar por otros objetivos. Cuarto en la sesión 22/23, la misma posición en la edición 23/24, el tren del ascenso se escapa causando frustración entre sus seguidores.

## Uniforme
- Uniforme titular: camiseta azul, pantalón blanco y medias azules.
- Uniforme alternativo: camiseta roja, pantalón rojo y medias rojas.

## Campo de fútbol
El campo de fútbol, de césped natural, fue inaugurado en 1976 y recibe el nombre de «Campo de Fútbol Polideportivo Municipal Paco Simón» en honor a un emblemático periodista deportivo almanseño ya fallecido, y tiene una capacidad para 3500 espectadores. Además, está adaptado para competiciones internacionales de categoría sub-21. Las dimensiones del terreno de juego son 104 x 66.
El 11 de octubre de 2002 se disputó un partido de clasificación para el XIV Campeonato de Europa sub-21 entre la selección española y la de Irlanda del Norte con victoria del combinado nacional por 1-0.

## Datos del club

### Temporadas
| Temporada | División          | Categoría | Grupo  | Nombre del club        | PJ | G  | E  | P  | GF  | GC  | Pts | Posición | Copa del Rey | Observaciones |
| 1940-41   | 2.ª R. Murcia     | 5.ª       | IV     | Almansa FC             | ¿? | ¿? | ¿? | ¿? | ¿?  | ¿?  | ¿?  | 1.º/¿?   | -            | Primera temporada que compite. Fase Ascenso: Benalúa - Almansa, Almansa - Benalúa; Almansa 4-0 Cieza, Cieza 7-2 Almansa |
| 1941-42   | 2.ª R. Murcia     | 4.ª       | ¿?     | CD Almansa             | ¿? | ¿? | ¿? | ¿? | ¿?  | ¿?  | ¿?  | ¿?       | -            | La desaparición de 3.ª División ocasiona que la 2.ª Regional pase a ser de 4.ª Categoría. |
| 1942-43   | 2.ª R. Murcia     | 4.ª       | I      | CD Almansa             | ¿? | ¿? | ¿? | ¿? | ¿?  | ¿?  | ¿?  | 1.º/¿?   | -            | El CD Almansa superó la fase de ascenso y le benefició la aparición de una vacante para competir en la reinstaurada 3.ª División, lo que le permitió saltarse 1.ª Regional. En la Fase de Ascenso se enfrentó al Jumilla y al Hellín Deportivo. |
| 1943-44   | 3.ª División      | 3.ª       | VII    | CD Almansa             | 18 | 5  | 3  | 10 | 30  | 33  | 13  | 8.º/10   | 2.ª Ronda    | Tras dos años sin disputarse retornó la tercera categoría del fútbol español conformando un nuevo grupo con clubes de la Federación de Murcia. 2.ª Ronda de Copa: CD Eldense 1-0 CD Almansa. |
| 1944-45   | 3.ª División      | 3.ª       | VIII   | CD Almansa             | 18 | 11 | 4  | 3  | 31  | 16  | 26  | 2.º/10   | -            | Fase Intermedia de Ascenso Grupo III: 10 PJ, 1 G, 2 E, 7 P, 11 GF, 31 GC, 4 Pts, 6.º/6 |
| 1945-46   | 3.ª División      | 3.ª       | VII    | CD Almansa             | 18 | 10 | 3  | 5  | 58  | 23  | 23  | 3.º/10   | -            | Fase Intermedia de Ascenso Grupo IV: 10 PJ, 1 G, 2 E, 7 P, 13 GF, 35 GC, 4 Pts, 6.º/6 |
| 1946-47   | 3.ª División      | 3.ª       | XI     | CD Almansa             | 18 | 2  | 5  | 11 | 24  | 49  | 9   | 9.º/10   | -            | Descenso a Primera Regional de Murcia tras renunciar a jugar la Fase Complementaria de descenso |
| 1947-48   | -                 | -         | -      | -                      | -  | -  | -  | -  | -   | -   | -   | -        | -            | No compite durante esta temporada |
| 1948-49   | 1.ª R. Murcia     | 4.ª       | I      | SD Almansa             | 20 | 7  | 3  | 10 | 36  | 55  | 17  | 9.º/11   | -            | Refundación del club como SD Almansa. |
| 1949-50   | 1.ª R. Murcia     | 4.ª       | II     | Grupo Empresa Girón    | ¿? | ¿? | ¿? | ¿? | ¿?  | ¿?  | ¿?  | 6.º/8    | -            | - |
| 1950-51   | 1.ª R. Murcia     | 4.ª       | I      | SD Almansa             | ¿? | ¿? | ¿? | ¿? | ¿?  | ¿?  | ¿?  | 3.º/9    | -            | - |
| 1951-52   | 1.ª R. Murcia     | 4.ª       | I      | SD Almansa             | 26 | 9  | 4  | 13 | 61  | 72  | 22  | 12.º/14  | -            | - |
| 1952-53   | 1.ª R. Murcia     | 4.ª       | I      | SD Almansa             | 28 | 11 | 4  | 13 | 59  | 69  | 28  | 8.º/15   | -            | - |
| 1953-54   | 1.ª R. Murcia     | 4.ª       | I      | SD Almansa             | 32 | 10 | 7  | 15 | 63  | 79  | 25  | 13.º/17  | -            | - |
| 1954-55   | 1.ª R. Murcia     | 4.ª       | II     | SD Almansa             | 16 | 10 | 2  | 4  | 51  | 21  | 22  | 1.º/9    | -            | Ascenso a Tercera División tras jugar la fase de ascenso |
| 1955-56   | 3.ª División      | 3.ª       | X      | SD Almansa             | 22 | 7  | 1  | 14 | 37  | 71  | 15  | 10.º/12  | -            | Fase de Permanencia Grupo X: 22 PJ, 5 G, 3 E, 14 P, 51 GF, 77 GC, 13 Pts |
| 1956-57   | 3.ª División      | 3.ª       | X      | SD Almansa             | 34 | 14 | 5  | 15 | 77  | 110 | 33  | 8.º/18   | -            | - |
| 1957-58   | 3.ª División      | 3.ª       | X      | SD Almansa             | 32 | 7  | 4  | 21 | 51  | 131 | 18  | 17.º/17  | -            | Descenso a Primera Regional de Murcia |
| 1958-59   | 1.ª R. Murcia     | 4.ª       | I      | SD Almansa             | 30 | 14 | 2  | 14 | 61  | 67  | 32  | 6.º/16   | -            | - |
| 1959-60   | 1.ª R. Murcia     | 4.ª       | I      | SD Almansa             | 34 | 18 | 6  | 10 | 86  | 54  | 42  | 6.º/18   | -            | - |
| 1960-61   | 1.ª R. Murcia     | 4.ª       | I      | SD Almansa             | 32 | 20 | 4  | 8  | 116 | 40  | 44  | 2.º/17   | -            | Ascenso a Tercera División tras jugar la fase de ascenso |
| 1961-62   | 3.ª División      | 3.ª       | X      | SD Almansa             | 30 | 13 | 3  | 14 | 71  | 64  | 29  | 8.º/16.º | -            | - |
| 1962-63   | 3.ª División      | 3.ª       | X      | SD Almansa             | 30 | 15 | 5  | 10 | 50  | 46  | 35  | 5.º/16   | -            | - |
| 1963-64   | 3.ª División      | 3.ª       | X      | SD Almansa             | 30 | 12 | 3  | 15 | 47  | 55  | 27  | 10.º/16  | -            | - |
| 1964-65   | 3.ª División      | 3.ª       | X      | SD Almansa             | 30 | 9  | 5  | 16 | 41  | 48  | 23  | 14.º/16  | -            | Descenso a Primera Regional de Murcia |
| 1965-66   | 1.ª R. Murcia     | 4.ª       | I      | SD Almansa             | 26 | 3  | 3  | 20 | 26  | 89  | 9   | 13.º/14  | -            | - |
| 1966-67   | 1.ª R. Murcia     | 4.ª       | I      | AP Almansa             | 28 | 22 | 1  | 5  | 87  | 24  | 45  | 2.º/15   | -            | Se cambia el nombre a AP Almansa. Ascenso a Tercera División. |
| 1967-68   | 3.ª División      | 3.ª       | X      | AP Almansa             | 30 | 10 | 4  | 16 | 41  | 58  | 24  | 14.º/16  | -            | Descenso a Primera Regional de Murcia |
| 1968-69   | 1.ª R. Murcia     | 4.ª       | I      | AP Almansa             | 30 | 11 | 6  | 13 | 37  | 47  | 28  | 10.º/16  | -            | - |
| 1969-70   | 1.ª R. Murcia     | 4.ª       | I      | AP Almansa             | 30 | 12 | 8  | 10 | 46  | 45  | 32  | 6.º/16   | -            | - |
| 1970-71   | 1.ª R. Murcia     | 4.ª       | I      | AP Almansa             | 36 | 15 | 4  | 17 | 53  | 49  | 34  | 12.º/19  | -            | - |
| 1971-72   | R.P. Murcia       | 4.ª       | I      | AP Almansa             | 38 | 14 | 7  | 17 | 44  | 47  | 35  | 14.º/20  | -            | La máxima categoría de la Federación de Murcia pasa a denominarse Regional Preferente |
| 1972-73   | R.P. Murcia       | 4.ª       | I      | AP Almansa             | 38 | 11 | 8  | 19 | 49  | 57  | 30  | 15.º/20  | -            | - |
| 1973-74   | R.P. Murcia       | 4.ª       | I      | AP Almansa             | 38 | 16 | 6  | 16 | 61  | 64  | 38  | 10.º/20  | -            | - |
| 1974-75   | R.P. Murcia       | 4.ª       | I      | AP Almansa             | 38 | 16 | 8  | 14 | 52  | 39  | 40  | 9.º/20   | -            | Final Campeonato de España de Aficionados: Albacete 5-0 Almansa, Almansa 1-0 Albacete. |
| 1975-76   | R.P. Murcia       | 4.ª       | I      | AP Almansa             | 38 | 15 | 10 | 13 | 57  | 41  | 40  | 10.º/20  | -            | - |
| 1976-77   | R.P. Murcia       | 4.ª       | I      | AP Almansa             | 38 | 23 | 9  | 6  | 80  | 33  | 55  | 3.º/20   | -            | Final Campeonato de España de Aficionados: Toscal CF 4-2 Almansa, Almansa 2-1 Toscal CF. Ascenso a Tercera División |
| 1977-78   | 3.ª División      | 4.ª       | V      | AP Almansa             | 38 | 19 | 10 | 9  | 57  | 29  | 48  | 3.º/20   | 2.ª Ronda    | 1.ª Ronda de Copa: Motril CF 1-1 AP Almansa, AP Almansa 2-0 Motril CF 2.ª Ronda de Copa: AP Almansa 0-2 Rayo Vallecano, Rayo Vallecano 2-1 AP Almansa Final Campeonato de España de Aficionados: Cartagena 2-0 Almansa, Almansa 3-1 Cartagena. |
| 1978-79   | 3.ª División      | 4.ª       | V      | AP Almansa             | 38 | 13 | 13 | 12 | 55  | 51  | 39  | 9.º/20   | 1.ª Ronda    | 1.ª Ronda de Copa: AP Almansa 3-1 Albacete, Albacete 3-0 AP Almansa |
| 1979-80   | 3.ª División      | 4.ª       | VI     | AP Almansa             | 38 | 13 | 11 | 14 | 46  | 52  | 38  | 12.º/20  | 1.ª Ronda    | 1.ª Ronda de Copa: AP Almansa 1-1 Villarreal, Villarreal 1-0 AP Almansa |
| 1980-81   | 3.ª División      | 4.ª       | XIII   | AP Almansa             | 38 | 6  | 5  | 27 | 29  | 87  | 17  | 20.º/20  | -            | Descenso a Regional Preferente de Murcia |
| 1981-82   | R.P. Murcia       | 5.ª       | I      | AP Almansa             | 36 | 21 | 6  | 9  | 75  | 39  | 48  | 2.º/19   | -            | Ascenso a Tercera División |
| 1982-83   | 3.ª División      | 4.ª       | XIII   | AP Almansa             | 38 | 19 | 3  | 16 | 63  | 57  | 41  | 6.º/20   | -            | Ronda Previa Copa de la Liga de Tercera División: Almansa 2-2 Catarroja, Catarroja 3-0 Almansa |
| 1983-84   | 3.ª División      | 4.ª       | XIII   | AP Almansa             | 38 | 17 | 7  | 14 | 62  | 45  | 41  | 7.º/20   | 1.ª Ronda    | 1.ª Ronda de Copa: Hércules 2-1 AP Almansa, AP Almansa 0-7 Hércules |
| 1984-85   | 3.ª División      | 4.ª       | XIII   | AP Almansa             | 38 | 6  | 13 | 19 | 34  | 60  | 25  | 18.º/20  | -            | Descenso a Regional Preferente de Murcia |
| 1985-86   | R.P. Murcia       | 5.ª       | I      | AP Almansa             | 38 | 24 | 10 | 4  | 84  | 20  | 58  | 1.º/20   | -            | Ascenso a Tercera División |
| 1986-87   | 3.ª División      | 4.ª       | XIII   | AP Almansa             | 38 | 9  | 19 | 10 | 37  | 40  | 37  | 9.º/20   | -            | - |
| 1987-88   | 3.ª División      | 4.ª       | XVII   | AP Almansa             | 38 | 19 | 10 | 9  | 69  | 37  | 48  | 4.º/20   | -            | - |
| 1988-89   | 3.ª División      | 4.ª       | XVII   | AP Almansa             | 42 | 10 | 11 | 21 | 33  | 71  | 31  | 19.º/22  | -            | Descenso a Primera Regional Preferente de Castilla-La Mancha |
| 1989-90   | 1.ª R.P. CLM      | 5.ª       | II     | AP Almansa             | 34 | 20 | 10 | 4  | 76  | 32  | 50  | 3.º/18   | -            | - |
| 1990-91   | 1.ª R.O. CLM      | 6º        | IV     | Almansa Atlético       | 30 | 21 | 6  | 3  | 66  | 27  | 48  | 1º./18   | -            | AP Almansa no compite, en su lugar aparece el segundo club del municipio. |
| 1991-92   | 1.ª R.P. CLM      | 5.ª       | II     | Almansa Atlético       | 28 | 10 | 7  | 11 | 32  | 31  | 27  | 7.º/15   | -            | - |
| 1992-93   | -                 | -         | -      | -                      | -  | -  | -  | -  | -   | -   | -   | -        | -            | Almansa Atlético desaparece y no compite. |
| 1993-94   | 2.ª R.O. CLM      | 7.ª       | I      | EF Castillo de Almansa | 26 | 21 | 5  | 0  | 82  | 16  | 47  | 1.º/14   | -            | Aparición de las EF Castillo de Almansa. Ascenso a Primera Regional Ordinaria de Castilla-La Mancha. |
| 1994-95   | 1.ª R.O. CLM      | 6.ª       | I      | EF Castillo de Almansa | 30 | 22 | 6  | 2  | 93  | 24  | 50  | 1.º/16   | -            | Ascenso a Primera Autonómica de Castilla-La Mancha. |
| 1995-96   | 1.ª Aut. CLM      | 5.ª       | I      | EF Castillo de Almansa | 34 | 14 | 11 | 9  | 61  | 39  | 53  | 6.º/18   | -            | - |
| 1996-97   | 1.ª Aut. CLM      | 5.ª       | I      | UD Almansa             | 34 | 22 | 7  | 5  | 59  | 29  | 73  | 3.º/18   | -            | Fundación de la UD Almansa. Ascenso a Tercera División |
| 1997-98   | 3.ª División      | 4.ª       | XVII   | UD Almansa             | 38 | 14 | 7  | 17 | 51  | 54  | 49  | 9.º/20   | -            | - |
| 1998-99   | 3.ª División      | 4.ª       | XVII   | UD Almansa             | 38 | 11 | 7  | 20 | 36  | 57  | 40  | 14.º/20  | -            | - |
| 1999-00   | 3.ª División      | 4.ª       | XVII   | UD Almansa             | 38 | 15 | 13 | 10 | 56  | 47  | 58  | 7.º/20   | -            | - |
| 2000-01   | 3.ª División      | 4.ª       | XVII   | UD Almansa             | 38 | 17 | 10 | 11 | 56  | 35  | 61  | 7.º/20   | -            | - |
| 2001-02   | 3.ª División      | 4.ª       | XVII   | UD Almansa             | 38 | 14 | 12 | 12 | 37  | 30  | 54  | 8.º/20   | -            | - |
| 2002-03   | 3.ª División      | 4.ª       | XVII   | UD Almansa             | 38 | 15 | 13 | 10 | 42  | 26  | 58  | 8.º/20   | -            | - |
| 2003-04   | 3.ª División      | 4.ª       | XVII   | UD Almansa             | 38 | 19 | 10 | 9  | 55  | 27  | 67  | 6.º/20   | -            | - |
| 2004-05   | 3.ª División      | 4.ª       | XVII   | UD Almansa             | 38 | 23 | 8  | 7  | 76  | 36  | 77  | 1.º/20   | -            | Ascenso a Segunda División B tras ganar la Promoción de Ascenso: C.D. Alhaurino 1-1 Almansa, Almansa 3-1 C.D. Alhaurino; A.D. Cerro Reyes 0-3 Almansa, Almansa 3-1 A.D. Cerro Reyes. |
| 2005-06   | 2.ª División B    | 3.ª       | IV     | UD Almansa             | 38 | 10 | 13 | 15 | 35  | 43  | 43  | 17.º/20  | 2.ª ronda    | Descenso a Tercera División. Ronda Previa de Copa: Almansa 1-0 Villanueva, Villanueva 1-1 Almansa 2.ª Ronda de Copa: Almansa 1-2 Las Palmas |
| 2006-07   | 3.ª División      | 4.ª       | XVIII  | UD Almansa             | 38 | 19 | 11 | 8  | 56  | 31  | 68  | 4.º/20   | -            | Dieciseisavos de Copa Federación de España: Mazarrón 1-2 Almansa, Almansa 1-3 Mazarrón Promoción de Ascenso a Segunda División B: Almansa 0-1 C.D. Mirandés, C.D. Mirandés 0-0 Almansa. |
| 2007-08   | 3.ª División      | 4.ª       | XVIII  | UD Almansa             | 38 | 18 | 14 | 6  | 63  | 31  | 68  | 3.º/20   | -            | Promoción de Ascenso a Segunda División B: Almansa 2-0 Mallorca B, Mallorca B 1-2 Almansa; Almansa 2-1 Ciudad de Santiago, Ciudad de Santiago 4-2 Almansa. |
| 2008-09   | 3.ª División      | 4.ª       | XVIII  | UD Almansa             | 36 | 20 | 9  | 7  | 55  | 33  | 69  | 2.º/19   | -            | Torneo Castilla-La Mancha Copa Federación de España: Criptanense 2-2 Almansa, Almansa 4-2 Criptanense; Tomelloso 2-2 Almansa, Almansa 3-1 Tomelloso; Almansa 2-2 Piedrabuena, Piedrabuena 0-1 Almansa. Copa Federación de España: Almansa 2-0 Atlético Ciudad, Atlético Ciudad 1-1 Almansa; Almansa 1-2 Rayo Vallecano B, Rayo Vallecano B 2-1 Almansa. Promoción de Ascenso a Segunda División B: Málaga B 1-0 Almansa, Almansa 1-1 Málaga B. |
| 2009-10   | 3.ª División      | 4.ª       | XVIII  | UD Almansa             | 38 | 12 | 13 | 13 | 37  | 41  | 49  | 11.º/20  | -            | Torneo Castilla-La Mancha Copa Federación de España: Almansa 4-1 Villarrobledo, Villarrobledo 2-1 Almansa; Tomelloso 2-2 Almansa, Almansa 1-1 Tomelloso. Copa Federación de España: Almansa 2-1 Torrellano, Torrellano 3-2 Almansa; Almansa 2-1 Sporting Mahonés, Sporting Mahonés 2-1(3-5 p.) Almansa; San Roque 2-0 Almansa; Almansa 0-0 San Roque.                                                                                          |
| 2010-11   | 3.ª División      | 4.ª       | XVIII  | UD Almansa             | 38 | 20 | 12 | 6  | 54  | 25  | 72  | 4.º/20   | -            | Torneo Castilla-La Mancha Copa Federación de España: Almansa 2-1 Villarrobledo, Villarrobledo 1-2 Almansa; Manzanares 0-0 Almansa, Almansa 2-0 Manzanares. Copa Federación de España: Caravaca 3-1 Almansa, Almansa 1-0 Caravaca. Promoción de ascenso a Segunda División B: Almansa 1-1 R. Murcia Imperial, R. Murcia Imperial 0-1 Almansa; Almansa 2-0 Lanzarote, Lanzarote 2-1 Almansa; Almansa 2-1 C.D. Manacor, C.D. Manacor 1-0 Almansa. |
| 2011-12   | 3.ª División      | 4.ª       | XVIII  | UD Almansa             | 38 | 18 | 13 | 7  | 56  | 26  | 67  | 2.º/20   | -            | Torneo Castilla-La Mancha Copa Federación de España: Almansa 0-1 La Roda, La Roda 0-3 Almansa; Villarrobledo 2-1 Almansa, Almansa 1-1 Villarrobledo. Promoción de ascenso a Segunda División B: C.D. Vera 2-0 Almansa, Almansa 1-1 C.D. Vera. |
| 2012-13   | 3.ª División      | 4.ª       | XVIII  | UD Almansa             | 38 | 13 | 9  | 16 | 43  | 24  | 48  | 12.º/20  | -            | - |
| 2013-14   | 3.ª División      | 4.ª       | XVIII  | UD Almansa             | 38 | 20 | 12 | 6  | 53  | 36  | 72  | 4.º/20   | -            | Torneo Castilla-La Mancha Copa Federación de España: Almansa 2-0 Zona 5, Zona 5 1-1 Almansa; Puertollano 2-1 Almansa, Almansa 2-0 Puertollano. Copa Federación de España: Almansa 0-4 Atlético Pinto, Atlético Pinto 3-1 Almansa. Promoción de ascenso a Segunda División B: Almansa 0-0 C.D. San Roque de Lepe, C.D. San Roque de Lepe 2-0 Almansa.                                                                                           |
| 2014-15   | 3.ª División      | 4.ª       | XVIII  | UD Almansa             | 38 | 24 | 7  | 7  | 62  | 32  | 79  | 2.º/20   | -            | Torneo Castilla-La Mancha Copa Federación de España: Quintanar del Rey 3-0 Almansa, Almansa 0-3 Quintanar del Rey. Promoción de ascenso a Segunda División B: Martos C.D. 3-0 Almansa, Almansa 1-2 Martos C.D. |
| 2015-16   | 3.ª División      | 4.ª       | XVIII  | UD Almansa             | 38 | 17 | 15 | 6  | 54  | 35  | 66  | 4.º/20   | -            | Promoción de ascenso a Segunda División B: Almansa 0-0 Andorra C.F., Andorra C.F. 0-0 Almansa (penaltis); Almansa 0-1 C.D. Laredo, C.D. Laredo 1-1 Almansa. |
| 2016-17   | 3.ª División      | 4.ª       | XVIII  | UD Almansa             | 38 | 18 | 9  | 11 | 68  | 54  | 63  | 6.º/20   | -            | Trofeo Junta de Comunidad de Castilla-La Mancha: Quintanar del Rey 0-1 Almansa, Almansa 2-3 Quintanar del Rey. |
| 2017-18   | 3.ª División      | 4.ª       | XVIII  | UD Almansa             | 38 | 6  | 16 | 16 | 41  | 59  | 34  | 19.º/20  | -            | Descenso a Primera Autonómica Preferente de Castilla-La Mancha |
| 2018-19   | 1.ª A.P. CLM      | 5.ª       | I      | UD Almansa             | 34 | 26 | 1  | 7  | 78  | 27  | 79  | 2.º/18   | -            | Ascenso a Tercera División |
| 2019-20   | 3.ª División      | 4.ª       | XVIII  | UD Almansa             | 27 | 5  | 7  | 15 | 27  | 60  | 22  | 20.º/20  | -            | Debido a la pandemia de COVID-19 se decide que los descensos no tendrán efecto. |
| 2020-21   | 3.ª División      | 4.ª       | XVIIIA | UD Almansa             | 20 | 6  | 5  | 9  | 19  | 25  | 23  | 8.º/11   | -            | Permanencia en Tercera División RFEF: 28 PJ, 10 PG, 6 PE, 12 PP, 29 GF, 34 GC, 36Pts, 2.º/10 |
| 2021-22   | 3.ª División RFEF | 5.ª       | XVIII  | UD Almansa             | 34 | 12 | 7  | 15 | 44  | 51  | 43  | 13.º/17  | -            | Descenso a Primera Autonómica Preferente de Castilla-La Mancha |
| 2022-23   | 1.ª A.P. CLM      | 6.ª       | I      | UD Almansa             | 36 | 22 | 8  | 6  | 84  | 37  | 74  | 4.º/19   | -            | - |
| 2023-24   | 1.ª A.P. CLM      | 6.ª       | I      | UD Almansa             | 34 | 18 | 8  | 8  | 68  | 36  | 62  | 4.º/18   | -            | - |
| 2024-25   | 1.ª A.P. CLM      | 6.ª       | I      | UD Almansa             | 30 | 18 | 3  | 9  | 64  | 38  | 57  | 6.º/18   | -            | En juego |

* Debido a los cambios y reformas realizados en el sistema de ligas del fútbol español que provocan que una misma división forme parte de distintas categorías a lo largo de los años, se desglosa aquí las temporadas por categorías y divisiones:
- Temporadas en 1ª Categoría: 0
  - Primera División: 0
- Temporadas en 2ª Categoría: 0
  - Segunda División: 0
- Temporadas en 3ª Categoría: 14
  - Primera RFEF: 0
  - Segunda División B: 1
  - Tercera División: 12
  - Primer nivel regional o autonómico: 1
- Temporadas en 4ª Categoría: 53
  - Segunda RFEF: 0
  - Tercera División: 32
  - Primer nivel regional o autonómico: 21
- Temporadas en 5ª Categoría: 10
  - Tercera RFEF: 1
  - Primer nivel regional o autonómico: 9
- Temporadas en 6ª Categoría: 2
  - Primer nivel regional o autonómico: 1
  - Segundo nivel regional o autonómico: 1
- Temporadas en 7ª Categoría: 1
  - Tercer nivel regional o autonómico: 1

## Palmarés

### Competiciones nacionales
| Competición                               | Títulos            | Subcampeonatos                                                                     |
| ----------------------------------------- | ------------------ | ---------------------------------------------------------------------------------- |
| Tercera División (1/4)                    | 2004-05 (Gr. XVII) | 1944-45 (Gr. VIII), 2008-09 (Gr. XVIII), 2011-12 (Gr. XVIII) y 2014-15 (Gr. XVIII) |
| Campeonato de España de Aficionados (0/3) |                    | 1975, 1977 y 1978                                                                  |

### Competiciones autonómicas
| Competición                                                             | Títulos                                      | Subcampeonatos                      |
| ----------------------------------------------------------------------- | -------------------------------------------- | ----------------------------------- |
| Campeonato regional de la Copa Real Federación Española de Fútbol (5/4) | 2006-07, 2008-09, 2009-10, 2010-11 y 2013-14 | 1999-00, 2002-03, 2003-04 y 2011-12 |
| Primer nivel regional o autonómico (1/2)                                | 1985-86                                      | 1981-82 y 2018-19                   |
| Segundo nivel regional o autonómico (1/0)                               | 1994-95                                      |                                     |
| Tercer nivel regional o autonómico (1/0)                                | 1993-94                                      |                                     |

## Jugadores y equipo técnico

### Entrenadores
El entrenador que consiguió el ascenso a Segunda División B en la temporada 2004-05 fue el almanseño Jorge Arnedo.